# Mmhmm
Mmhmm è il quarto album in studio del gruppo musicale christian rock statunitense Relient K, pubblicato nel 2004.

## Tracce
1. MMHMM (pregap) – 0:17
2. The One I'm Waiting For – 3:02
3. Be My Escape – 4:00
4. High of 75 – 2:27
5. I So Hate Consequences – 4:01
6. The Only Thing Worse than Beating a Dead Horse Is Betting On One – 1:13
7. My Girl's Ex-Boyfriend – 2:28
8. More than Useless (feat. John Warne) – 3:50
9. Which to Bury, Us or the Hatchet? – 4:11
10. Let It All Out (feat. John Davis) – 4:21
11. Who I Am Hates Who I've Been (feat. John Warne) – 3:52
12. Maintain Consciousness – 2:52
13. This Week the Trend – 2:59
14. Life After Death & Taxes (Failure II) – 4:23
15. When I Go Down (feat. John Davis) – 6:42

## Formazione
- Matt Thiessen – voce, chitarra, piano
- Matt Hoopes – chitarra, cori
- Brian Pittman – basso
- Dave Douglas – batteria, cori